# Broken, Beat & Scarred
Broken, Beat & Scarred is de 45e single van de Amerikaanse heavy metalband Metallica. Broken, Beat & Scarred staat als nummer op het in 2008 uitgekomen 9e studioalbum van Metallica: Death Magnetic.

## Productiefout
De eerste druk van de single in Nieuw-Zeeland, Australië en Zuidoost-Azië bevatte incorrecte gegevens op de credits op de hoes van de single. De band besloot de single uit de productie te halen en een nieuwe 2e druk uit te geven. De eerste druk wordt nu gezien als een collector's item door veel fans.

## Bezetting
- James Hetfield - zang en ritmegitaar
- Kirk Hammett - leidende gitaar & achtergrondzang
- Lars Ulrich - drums
- Robert Trujillo - basgitaar & achtergrondzang